# Marguerite Chopinet
Pour les articles homonymes, voir Chopinet.
Marguerite Chopinet est une astronome française, née le 28 septembre 1920 à Charleville et morte le 1er janvier 2022 à Paris,,. Elle étudie notamment les nébuleuses planétaires avec la caméra électronique d'André Lallemand. Première femme astronome à l'Observatoire de Bordeaux, elle est l'une des premières chercheuses dans le domaine de l'astronomie.

## Biographie
Marguerite Marie Camille Chopinet est la fille de Marie André François Chopinet, ingénieur au chemin de fer de l'Est, et de Germaine Adelaide Marie Morand.
Marguerite Chopinet étudie les mathématiques à la Faculté des sciences de Paris, où elle est l'élève de Jean Chazy, qui y enseigne la mécanique rationnelle.
Elle interrompt ses activités pendant la Seconde Guerre mondiale pour participer à la Résistance.
Première femme astronome à rejoindre l'observatoire de Bordeaux, elle passe progressivement du statut d'assistante (le 1er janvier 1949) à aide-astronome (1er janvier 1950) pour enfin être nommée astronome adjointe au 1er janvier 1966. Elle y travaille sous la direction de Pierre Sémirot (de) dont elle fut la conseillère.
Elle participe au travail de la Carte du Ciel, notamment les étoiles repères du catalogue photographique de Bordeaux (entre 11° et 17° de déclinaison),. Elle est notamment responsable des observations à la lunette méridienne et à la lunette photographique de Floirac, et initie le récolement de la bibliothèque et le tri et classement des archives de l'observatoire.
À partir de 1952, elle effectue de nombreuses missions d'observation à l'observatoire de Haute-Provence où elle étudie les types d'étoiles par spectroscopie avec sa collègue Marcelle Duflot.
En 1953, elle met en forme et publie avec Jean Chazy les notes prises par Henri Vergne lors d'un cours sur Les limites de la loi de Newton, cours professé à la Sorbonne durant l'hiver 1906-1907 par Henri Poincaré, titulaire de la chaire d'« Astronomie mathématique et Mécanique céleste ».
Elle démarre, en 1958, un programme d'observation des nébuleuses planétaires avec la caméra électronique d'André Lallemand qui est mise au point sur le télescope 120 cm, outil qui marque un renouvellement dans l'étude des objets célestes. Ces travaux aboutissent à une thèse de doctorat ès sciences physiques soutenue le 27 mai 1963 : Contribution à l’étude des nébuleuses planétaires grâce à la caméra électronique.
Elle développe, avec Pierre Mianes, un amplificateur de signaux qui, en permettant d'améliorer les signaux reçus, contribue à l'amélioration du spectrophotomètre Divan-Chalonge-Barbier (ou Chalonge-Barbier). 
En 1978, elle est élue membre du Conseil des observatoires astronmiques et des instituts et observatoires de physique du globe. Elle prend sa retraite en 1985. Première femme chercheur à l'Observatoire de Bordeaux, elle est une pionnière au même titre qu'Edmée Chandon, première femme astronome à l'Observatoire de Paris et Calixtina Bac, première femme à l'Observatoire de Lyon.
Elle est la tante d'Anne Chopinet, entrée à Polytechnique en 1972 (première année où des femmes sont acceptées) avec le rang de major.

## Hommages et distinctions

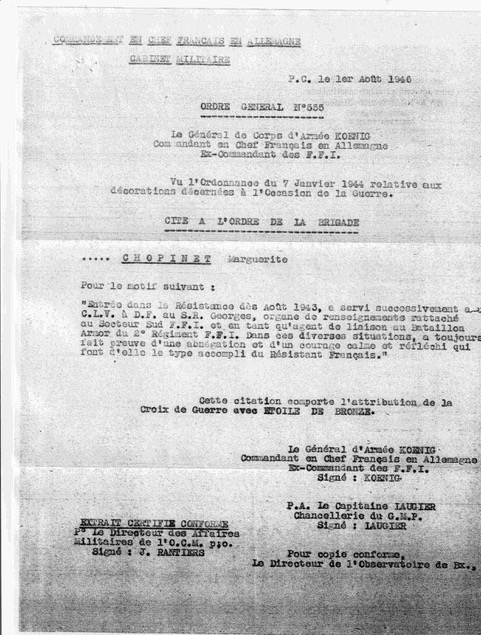
Citation de Marguerite Chopinet à l'ordre de la brigade pour ses activités dans la Résistance à partir d’août 1943.

- Elle est nommée chevalier (3 juillet 1965)[16] puis officier des Palmes académiques (30 juillet 1970)[17].
- Prix Dorothea Klumpke – Isaac Roberts, 1964[18].
- Médaille des soixante ans et de la fondation Manley-Bendall, 2011[18].

- Croix de guerre 1939-1945 avec étoile de bronze au Titre de la résistance[3],[6].

L'astéroïde de la ceinture principale (47018) Chopinet (it), découvert en 1998, porte son nom,.

## Œuvres
- Catalogue photographique de 10831 Etoiles : Repères du catalogue photographique de la zone de Bordeaux rapporté à l'Équinoxe 1950.0 et à l'époque de l'observation... 1953
- Chopinet, M. (1963) Contribution à l'étude des nébuleuses planétaires grâce à la caméra électronique. Journal des Observateurs, 1946 (p. 26-103), https://bibnum.obspm.fr/ark:/11287/2HK2r/41